# バットマンアンドジャスティスリーグ
『バットマン アンド ジャスティスリーグ BATMAN and the JUSTICE LEAGUE』は、キャラクター･監修：DCコミックス、作画：手代木史織による日本の漫画。アメリカン・コミックスを原案とした作品で、『チャンピオンRED』（秋田書店）にて、2017年8月号から2019年7月号まで連載。表題に名前の挙げられている『バットマン』をはじめ、彼の所属するヒーローチーム『ジャスティスリーグ』の主要メンバー、スーパーマン、ワンダーウーマンらスーパーヒーローで知られるアメリカン・コミックスの出版社DCコミックスが監修を担当する。
漫画担当は車田正美原作の聖闘士星矢のスピンオフ作品、『聖闘士星矢 THE LOST CANVAS 冥王神話』を手掛けた手代木史織であり、アメリカン・コミックスであるジャスティスリーグの世界初のMANGA化に取り組む。
2013年公開のマン・オブ・スティールから始まる実写映画作品群、DCエクステンデッド・ユニバースの映画公開と連動しつつも、オリジナルストーリーが展開する。また、ジャスティスリーグの各メンバーの概要を兼ねた短編、『ジャスティスリーグオリジン JUSTICE LEAGUE ORIGIN』も掲載された。

## あらすじ
工場事故によって行方不明となった両親を探すため、犯罪と欲望が渦巻く街ゴッサムシティにやってきた日本人の少年、ルイはバットマンと出会い、数奇な運命に巻き込まれていくことになる。

## 登場人物
【】内には原作漫画、ふりがなは本編ルビを基準に記載。

### ジャスティスリーグ
アメリカのスーパーヒーローたちが結成したチーム。アメリカのみならず世界の危機を幾度も救ってきた。
バットマン ／ ブルース・ウェイン
【バットマン】
ゴッサムシティを拠点に活躍するヒーロー、蝙蝠を象った黒い特殊素材スーツを身に纏う闇の騎士（ダークナイト）。
幼少期に両親を犯罪者によって殺されたことから犯罪を憎んでおり、犯罪者は殺さないものの恐怖を植え付ける。
スーパーヒーローたちが有する超能力を持ち合わせない地球人であるが、格闘能力と推理力、科学力、財力を活用して戦う。
その正体はゴッサム一の大金持ち、ウェイン産業の若き社長ブルース・ウェインであり、バットマンとしてのアイデンティティーを隠すため親の遺した財産で贅沢な暮らしを享受するプレイボーイを演じている。
ルイの祖父とブルースの父のトーマスが親しかった縁からゴッサムシティにやってきたルイをウェイン邸で保護する。
相棒のロビン、ジェイソン・トッドをジョーカーに殺されてしまい、ジャスティスリーグのメンバーを頼らずに一年間近く単独で行動していた。
スーパーマン ／ クラーク・ケント
【スーパーマン】
メトロポリスを拠点に活躍するヒーロー、クリプトン星の生き残りであり様々な超人的能力を有する。
その正体は新聞社デイリープラネットで働くクラーク・ケントで、クラークの時は眼鏡をかけて変装している。
クリプトン星人としての本名はカル＝エルであり、地殻爆発でクリプトン星が消滅する最中に生みの両親により母星から脱出させられ、地球に漂着後は地球人の養父母に育てられ、成長後に母船に蓄積された記憶から前述の事実を知るに至る。
鉛以外の全てを見透す超強力な透視能力をもってレイラインの流れがゴッサムシティに集中し、ルーサーが暗躍していることをバットマンに知らせに現れる。
透視能力以外にも飛行能力、常人の何十倍もの五感と知能、強靭な肉体、ジャンボジェットを持ち上げられる剛腕や、山火事を鎮火させる程の氷の息を発することも可能。
ワンダーウーマン ／ ダイアナ
【ワンダーウーマン】
バットマン、スーパーマンと肩を並べる地上最強の女戦士、剛腕と真実の投げ縄などのアイテムを駆使し戦う。
女性だけの閉ざされた島、パラダイス島の統治者、ヒッポリタ女王の娘であるアマゾン族の王女ダイアナ。
パラダイス島の外の世界からやってきたスティーブ・トレバーとの出会いを切っ掛けに外の世界へ飛び出した過去を持つ。
ロビンを喪ってから仲間を頼ろうとしないバットマンを案じ、スーパーマンと共にバットケイブを訪れる。
フラッシュ ／ バリー・アレン
【ザ・フラッシュ】
地上最速の男、深紅のスピードスターと呼ばれるセントラルシティのヒーロー。
その正体は警察の科学捜査官、バリー・アレンであり、仕事中に大量の薬品とともに稲妻に貫かれたことを切っ掛けに超スピードのスピードフォースに触れられるスーパーパワーを身に付けた。
父が母の殺害犯として逮捕され刑務所に入れられており、母を殺した真犯人を見つけ出し、父の無実を証明しようとしている。
グリーンランタン ／ ハル・ジョーダン
【グリーンランタン】
宇宙の守護者、パワーリングを操るグリーンランタンの一人にしてコーストシティーのヒーロー。
能力は強い想像力でもって強大な力を有するパワーリングを操ること。
その正体はテストパイロットのハル・ジョーダンであり、幼少期にパイロットの父親を飛行機墜落事故で亡くしている彼は父親の跡を継ぎ、恐怖を抑制する。
ある日、地球に不時着した死にゆく異星人、グリーンランタンのアビン・サーに神秘の指輪、パワーリングを託され、彼の意志を継ぎ惑星オアへ向かい、グリーンランタンの一人に加わった。
アクアマン ／ アーサー・カリー
【アクアマン】
海底王国アトランティスの王、水陸両棲の海底人であり水中で呼吸が可能でテレパシーで水棲生物と交流ができる。
灯台守の地上人の父親と先代アトランティス女王の間に生まれたハーフ、アーサー・カリーであり地上と海、二つのルーツを持つ。
ヴィランであり異父弟であるオーシャンマスターのオームがベルレーヴ刑務所を脱獄したことを察知し、オーシャンマスターとバットマンの戦いに割って入る。
サイボーグ ／ ビクター・ストーン
【サイボーグ】
世界中のコンピューターにアクセスできるヒューマン・マシーンヒーロー。
かつてはプロのアメリカンフットボール選手を夢見た若きビクター・ストーンは科学者の父親の実験に巻き込まれた生身の肉体に損傷を受けるも、父親の施した最先端のサイバネティック手術によって身体の大半が機械となった。

### ヴィラン
平和を脅かすスーパーヒーローたちの宿敵の悪党（ヴィラン）。超人的パワーを有する者が多い。

#### インジャスティス・リーグ
レックス・ルーサーが『レイラインの完全掌握』並びに『ジャスティス・リーグの殲滅』のために結成したヴィラン連盟。
全員、ジャスティス・リーグのメンバーと何かしらの因縁を持ち、ルーサーは『ジャスティス・リーグの殲滅』という目的さえ果たせば良いバトルロイヤル前提の協力関係と説明している。
ジョーカー
【バットマン】
ゴッサムシティを拠点に暗躍するヴィラン。最凶犯罪王子と呼ばれる。
自身の快楽のために犯罪を重ねるサイコパスであり、ルーサーからも『地球で一番の異常者』と呼ばれるほど。
宿敵のバットマンをバッツィと呼び、彼の相棒、ロビンを殺め、不殺の誓いを持つバットマンを精神的に苦しめ続ける。
レックス・ルーサー
【スーパーマン】
メトロポリスの超天才実業家、スーパーマンの宿敵。
一年前から自身が経営するレックスコーポレーションの子会社を経由し資源エネルギー工場跡地を手に入れ、ルイと接触を図り、目的が人類そのものを歴史から作り変えることだと明かす。
普段はビジネススーツ姿だが、自分が開発した対スーパーマン用パワードスーツを身に纏う。
上述の計画を果たすため、ジョーカーと手を組み、他のヴィランたちと共にインジャスティス・リーグを結成する。
オーシャンマスター ／ オーム
【アクアマン】
アトランティス帝国の皇子にしてアクアマンの宿敵。
アクアマンとは母親を同じくする異父兄弟であり、純血のアトランティス人。
海の生態系を乱す地上への怒りと、地上で暮らす兄を救い出したい一心から王座に就き、多くの地上の人間の命を奪ったが、アクアマン本人により倒されベルレーヴ刑務所に捕えられていたがレイラインの力に触れ、脱獄し、バットマンおよびアクアマンと一戦交える。
その後、ジョーカーによって戦いを中断されるも、行動を共にすることになる。
シネストロ
【グリーンランタン】
黄色いリングを操るイエローランタン、ハル・ジョーダンの宿敵。
資源エネルギー工場事故に乗じてパララックス、恐怖の欠片をルイの母・小百合に埋め込めこんでいた。
元グリーンランタンの一人でハル・ジョーダンの師匠でもあった。
サイボーグスーパーマン
【スーパーマン】
インジャスティス・リーグのメンバーの一人。
リバースフラッシュ
【ザ・フラッシュ】
インジャスティス・リーグのメンバーの一人。
アレス
【ワンダーウーマン】
インジャスティス・リーグのメンバーの一人。

#### その他のヴィラン
キャプテン・コールド ／ レナード・スナート
【ザ・フラッシュ】
フラッシュのヴィランの一人。
ゴリラ・グロッド
【ザ・フラッシュ】
フラッシュのヴィランの一人。

### オリジナルキャラクター
DCコミックスを原案としないオリジナルキャラクターたち。
荒宮 流為（アラミヤ ルイ、ルイ・アラミヤ）
本作のキーパーソン、ゴッサムシティの資源エネルギー工場事故で行方不明になった日本人社長夫婦の息子であり、両親を探すため日本からアメリカのゴッサムシティにやってきた。
祖父とウェイン財団の先代トーマスが親しかった関係でトーマスの息子のブルースを頼ってウェイン邸を訪れる。
荒宮 辰政（アラミヤ タツマサ）
行方不明となっているルイの父。
荒宮 小百合（アラミヤ サユリ）
行方不明となっていたルイの母。ジョーカーによってレイラインの膨大な情報を補完する憑代にされていたところをバットマンに救出される。
ガイアジュースを介して得たゴッサム中の情報を保持した状態で休眠状態にあった。元々は黒髪だったがルイと再会した時は白髪になっていた。
ワンダーウーマン、グリーンランタン、そして息子のルイの協力によってレイラインから解放された後、改めてジャスティスリーグへ協力を依頼する。
悪路王（アクロオウ）
鬼神を思わせる風貌の謎の剣士。ジョーカーと共に行動する。
ジョーカーから、日本の荒ぶる神、荒覇吐に例えられている。

### その他のキャラクター
ジェームズ・W・ゴードン
【バットマン】
ゴッサム市警本部長、バットマンの正体を知らないものの信頼している。
行方不明の両親を探すためにゴッサムシティにやってきたルイを保護し、ウェイン邸へ送る。
ルイにかつて両親を殺された幼いブルースの姿を重ねているが、だらしないプレイボーイを演じている現在のブルースには少々呆れている様子。
アルフレッド・ペニーワース
【バットマン】
両親を亡くしたブルース・ウェインを育てたウェイン家の執事であり、バットマンの正体を知る協力者。
ブルース・ウェインおよびバットマンを公私共にサポートすると共に、無頼癖の主の身を案じている。
ロビン ／ ジェイソン・トッド
【バットマン】
かつてバットマンと共にゴッサムのヴィランと戦っていた少年ヒーロー、バットマンのサイドキック、二人合わせてダイナミックデュオと呼ばれていた。
ロビンはジョーカーによって母親諸共爆死し、この出来事がバットマンの心に影を落とし、一年近く単独で行動している。
トーマス・ウェイン、マーサ・ウェイン
【バットマン】
ブルースの両親。作中では故人。トーマス・ウェインはウェイン財団の代表にして高名な医師、妻のマーサは慈善活動に熱心な慈愛に満ちた女性だったが、息子のブルースと共にオペラ鑑賞後の帰りに強盗に襲われ、ブルースの目の前で強盗に殺されてしまう。

## 作中用語
作中に置いて登場する用語、および原作漫画に登場する用語を記載。
レイライン
地球を廻る全生物無生物存在の情報の流れであり、ゴッサムシティに集中しつつある。
膨大な情報と力を有しており、ルーサーはこのレイラインの力を利用し、宇宙の知識庫アカシックレコードへアクセスすることで歴史を書きかえようとしている。
『地脈』、『竜脈』のルビとしてもふられている。
ガイアジュース
ジョーカーがゴッサム中に広めた飲料、原料はレイライン。薬物成分は含まれていないものの飲んだ者の理性、知性、思い出を吸い取り骨抜きにする。

## 書誌情報
- 手代木史織 『バットマンアンドジャスティスリーグ』 秋田書店〈チャンピオンREDコミックス〉、全4巻
  1. 2017年12月1日発行（2017年11月20日発売）、ISBN 978-4-253-23709-3
  2. 2018年5月1日発行（2018年4月20日発売）、ISBN 978-4-253-23710-9
  3. 2019年2月1日発行（2019年1月18日発売）、ISBN 978-4-253-23743-7
  4. 2019年8月1日発行（2019年7月19日発売）、ISBN 978-4-253-23744-4

### 派生作品
ジャスティスリーグオリジン JUSTICE LEAGUE ORIGIN
- ワンダーウーマン WONDER WOMAN（『チャンピオンRED』2017年9月号掲載）
- アクアマン AQUAMAN（『チャンピオンRED』2017年10月号掲載）
- グリーンランタン GREEN LANTERN（『チャンピオンRED』2017年11月号掲載）
- サイボーグ CYBORG（『チャンピオンRED』2017年12月号掲載）
- フラッシュ FLASH（『チャンピオンRED』2018年1月号掲載）
- スーパーマン SUPERMAN（『チャンピオンRED』2018年4月号掲載）
- バットマン BATMAN（『チャンピオンRED』2018年8月号掲載）